# ایزرییل شفلر
ایزرییل شفلر (۲۵ نوامبر ۱۹۲۳- ۱۶ فوریه ۲۰۱۴) فیلسوف تعلیم و تربیت آمریکایی بود. وی مدرک کارشناسی و کارشناسی ارشد خود در رشتهٔ روانشناسی را از دانشگاه بروکلین دریافت کرد و در سال ۱۹۵۲ مدرک دکترای فلسفه خود را از دانشگاه پنسیلوانیا دریافت کرد، وی همچنین در الهیات یهود دارای مدرک تحصیلی است. وی پس از آن مشغول به تدریس در دانشگاه هاروارد شد. وی از بنیانگذران شاخهٔ تحلیلی در فلسفه تعلیم و تربیت به حساب می‌آید. وی در کتاب در باب استعدادهای آدمی می‌نویسد "هر چیزی فقط صلاحیت و استعداد تبدیل شدن به شی یا اشیای معینی را دارد و نمی‌تواند هر صورت و حالتی را در آینده پذیرا باشد. در مورد انسان و استعداد یادگیری نیز وضع بر همین منوال است. هر فردی در هر موقعیت ذهنی و جسمی، امکان فراگیری هر نوع دانش یا شناختی را با هر کمیت یا کیفیتی ندارد. برای اغراض تربیتی ما بسیار مهم است که به حقیقت و هویت استعداد پی ببریم."